# Llibre d'hores de la reina Maria de Navarra
El Llibre d'hores de la reina Maria de Navarra és un llibre de miniatures il·luminades gòtiques fet a Barcelona per encàrrec del rei Pere el Cerimoniós vers 1339-1345, com a regal de noces de la seva primera esposa, Maria de Navarra. El seu autor és Ferrer Bassa, segons l'encàrrec reial, si bé estilísticament s'identifiquen dos artistes més del seu taller, el seu fill Arnau Bassa i el Mestre de Baltimore.
L'obra compta amb una il·lustració abundant que complementa la riquesa del contingut litúrgic, de característiques gairebé exclusives, com les hores en honor del seu ascendent directe, Sant Lluís. A les imatges s'emfasitza el tractament de l'espai i l'ús de colors vius i delicats. La característica que defineix l'estil de l'artista és la forma de retratar els rostres dels personatges, amb nassos punxeguts i mirada penetrant.
L'exemplar del Llibre d'hores actualment es troba a la Biblioteca Marciana de Venècia.

## Dades de context

### Antecedents històrics
Quan a la Corona d'Aragó regnava el rei Alfons el Benigne, el matrimoni entre Joana II de Navarra i Felip III Evreux eren coronats el 1328 com a reis de Navarra. Aquests van seguir una política d'aliances entre els seus fills i aquell que convingués per aconseguir els seus objectius.
Navarra tenia tensions territorials amb el Regne de Castella, i una d'aquestes aliances va ser amb la Corona d'Aragó per tal d'assegurar la seva neutralitat en cas de conflicte amb els castellans.
Així, els reis de Navarra van pactar l'any 1329 amb el rei Alfons, el casament de la seva filla gran, Joana Evreux, amb l'infant Pere de deu anys, futur rei d'Aragó, però finalment Joana es va fer monja i va entrar a l'abadia de Longchamps. Això va fer canviar els plans i van comprometre la seva segona filla, Maria, de sis anys, amb Pere, qui ja havia succeït el seu pare, mitjançant unes capitulacions signades el 6 de gener de 1336 al castell d'Anet. Al document s'estipulava un dot de 60.000 lliures de sanchetes a pagar pels navarresos al rei Pere i es fixava la residència de Maria a Tudela fins que no tingués dotze anys. El trasllat fins aquesta ciutat acompanyada del seu seguici va passar per Roncesvalls, Pamplona i Olite, i arribà a Tudela el 23 de maig de 1338.
El rei Pere havia preparat un seguit de regals de noces, entre els quals hi havia una corona, sis anells amb maragdes, robís i diamants. A més, li regalava les ciutats de Tarazona, Jaca i Terol amb les seves rendes i 150.000 sous barcelonins anuals. Estava, però, amoïnat pel pagament del dot que no arribava i que després de molts incompliments va acabar-lo de pagar la reina Joana quan el rei Felip va morir el 1343.
S'havien de casar a Saragossa, però Maria es va trobar malament durant el seu viatge i es va aturar a Alagó. Pere, que ja havia acceptat diversos endarreriments de la data de la boda, va fer venir al bisbe de Châlons i el 25 de juliol de 1338 van celebrar la cerimònia a Alagó (Senyoria d'Alagón), convertint-se Maria en la primera de les seves quatre esposes.

### Autors
Les primeres atribucions sobre l'autoria realitzades per Santiago Alcolea i Blanch apuntaven exclusivament a Ferrer Bassa; posteriorment, Alix Saulnier-Pinsard va proposar al Mestre de Sant Marc com a autor principal acompanyat d'un ajudant no identificat.
A la darrera dècada del segle xx Rosa Alcoy i Joaquín Yarza van publicar sengles estudis sobre l'obra on, a partir de l'anàlisi dels diferents estilemes i la comparació estilística amb altres obres dels seus autors, coincideixen a identificar la intervenció de fins a tres miniaturistes que són responsables de grups homogenis de representacions integrats dins del llibre. No es tracta de simples ajudants d'un taller jerarquitzat, sinó que l'obra és el resultat d'un treball en equip amb una participació interdisciplinària, amb la supervisió i coordinació del mestre principal.
Els tres pintors responsables de la factura d'aquesta obra haurien estat Ferrer Bassa, el seu fill Arnau Bassa i el Mestre de Baltimore, un membre del seu taller.
Ferrer Bassa, el mestre del taller, va ser un pintor conegut principalment per la seva activitat com a miniaturista i com a pintor del rei de la Corona d'Aragó. Va abandonar la inicial influència francogòtica i, com altres pintors de la Corona d'Aragó, va rebre tant la influència de l'escola florentina com de l'escola senesa, motiu pel qual se l'ha anomenat el «Giotto català». Amb tot, no es creu que el seu giottisme sigui una influència directa de l'escola florentina, sinó dels germans Pietro i Ambrogio Lorenzetti que van importar l'estil de Giotto des d'Assís cap a Siena, on probablement va viatjar Ferrer Bassa i on hauria captat models que el van influir a la seva obra.
A més d'aquest llibre d'hores per a la reina Maria de Navarra, de la seva obra com a miniaturista destaca el Saltiri anglocatalà, un treball que s'havia iniciat una mica abans de l'any 1200 a Canterbury i que després d'una interrupció va ser acabat a Barcelona l'any 1340 per Ferrer Bassa. El còdex original es conserva a París, a la Biblioteca Nacional de França. Entre els retaules que va realitzar se'n conserven el Retaule de Santa Anna per a l'Almudaina, una obra que va acabar Ramon Destorrents i el Retaule de Sant Jaume del convent de Santa Maria de Jonqueres. La seva obra més destacada i que millor s'ha conservat és el conjunt de pintures al fresc realitzades a la cel·la de Sant Miquel del monestir de Pedralbes de Barcelona.
Arnau Bassa, fill de Ferrer Bassa, va començar a aparèixer relacionat amb el seu pare a partir de 1345 com a component del seu taller. La seva obra més destacada és el retaule de Sant Marc encarregat l'11 de desembre de 1346 per a la capella que el gremi de sabaters de Barcelona tenia a la catedral de Barcelona. El 1348 pare i fill van morir a conseqüència de l'epidèmia de pesta d'aquell any.
El Mestre de Baltimore va ser un miniaturista i pintor d'identitat desconeguda proper a l'entorn d'Arnau Bassa, a qui es coneix per aquest nom a causa d'una de les seves obres mestres, un tríptic amb escenes de la Mare de Déu què es conserva al Walters Art Museum de Baltimore, als Estats Units.
Rosa Alcoy va proposar una teoria que l'identificava amb Jaume Cascalls, gendre de Ferrer Bassa i col·laborador en algun dels seus treballs, si bé altres historiadors no hi coincideixen amb aquesta atribució.

## Història
La informació documental sobre l'autoria i encàrrec del llibre no és un contracte, com n'hi havia en altres obres encarregades pel rei a Bassa, sinó diversos pagaments fets entre l'1 de juny i el 19 de setembre de 1340 a compte de «oras e retaules», una expressió que havia estat interpretada com a pagaments per «obres i retaules», fins que es va descobrir un nou document de 1342 on es documentava la realització d'un llibre d'hores per part de Ferrer Bassa, la qual cosa confirmava que el terme «oras» no era un error del copista, sinó la referència a aquest llibre d'hores per a la seva esposa.
El document en qüestió és una carta enviada pel rei el 26 d'abril de 1342 des de Barcelona a Maria, que estava a València, on li demana que li faci arribar, mitjançant la primera persona que viatgi, «les més belles hores, que estan en un estoig i que van ser pintades per Ferrer Bassa».
Per les dates de confecció, va ser probablement un regal vinculat a la data de consumació del matrimoni o quan Maria va quedar embarassada per primer cop.
Als anys 1980, la historiadora medievalista Rosa Alcoy va desenvolupar una tesi sobre la datació que permetia no fixar el 1342 com a terminus ante quem i situava la confecció del manuscrit cap a l'any 1346, la qual cosa explicaria més raonadament la intervenció de fins a tres artistes en la seva confecció. Segons Alcoy, a la seva carta de 1342 el rei es referiria a un altre llibre per a ús de la reina, probablement propietat del mateix rei Pere, i llavors la seva petició seria per a encarregar un llibre nou exclusivament per a ella.
Després de la mort de Maria en el seu quart part, el llibre probablement va passar a alguna de les seves filles, un costum habitual tal com es pot observar documentat al llegat de la seva germana i reina de França, Blanca de Navarra, envers les seves filles quan va morir uns anys més tard.
Un salt en el temps sense coneixement de la seva trajectòria el situa el 1810 a la biblioteca veneciana d'Ottavio Andrighetti. L'inventari on surt esmentat registra que havia estat adquirit per 100 lires per Giovanni Andrighetti (1752-1816), un personatge públic de gran rellevància i influència a la República de Venècia de finals del segle xviii, qui va llegar la seva biblioteca de 18.000 volums al seu nebot Ottavio Andrighetti. La seva enquadernació actual feta en tafilet granat amb lletres d'or, folre interior de seda celeste i guardes de vitel·la és d'origen francès del segle xviii, una dada que pot fer pensar en una ubicació prèvia a terres franceses.
Sense moure's de la seva ubicació, va anar canviant de propietaris per raons d'herència, passant per mans de la família Zon i els Marcello, fins que el 1974 el govern d'Itàlia el va adquirir i dipositar a la biblioteca Marciana de Venècia.
L'editorial Moleiro, especialitzada en reproducció de manuscrits medievals, va realitzar una edició facsímil el 1996 i una de les seves còpies va ser el regal de noces del president de la Generalitat de Catalunya a Cristina de Borbó i Iñaki Urdangarin el 1997.

## Estil

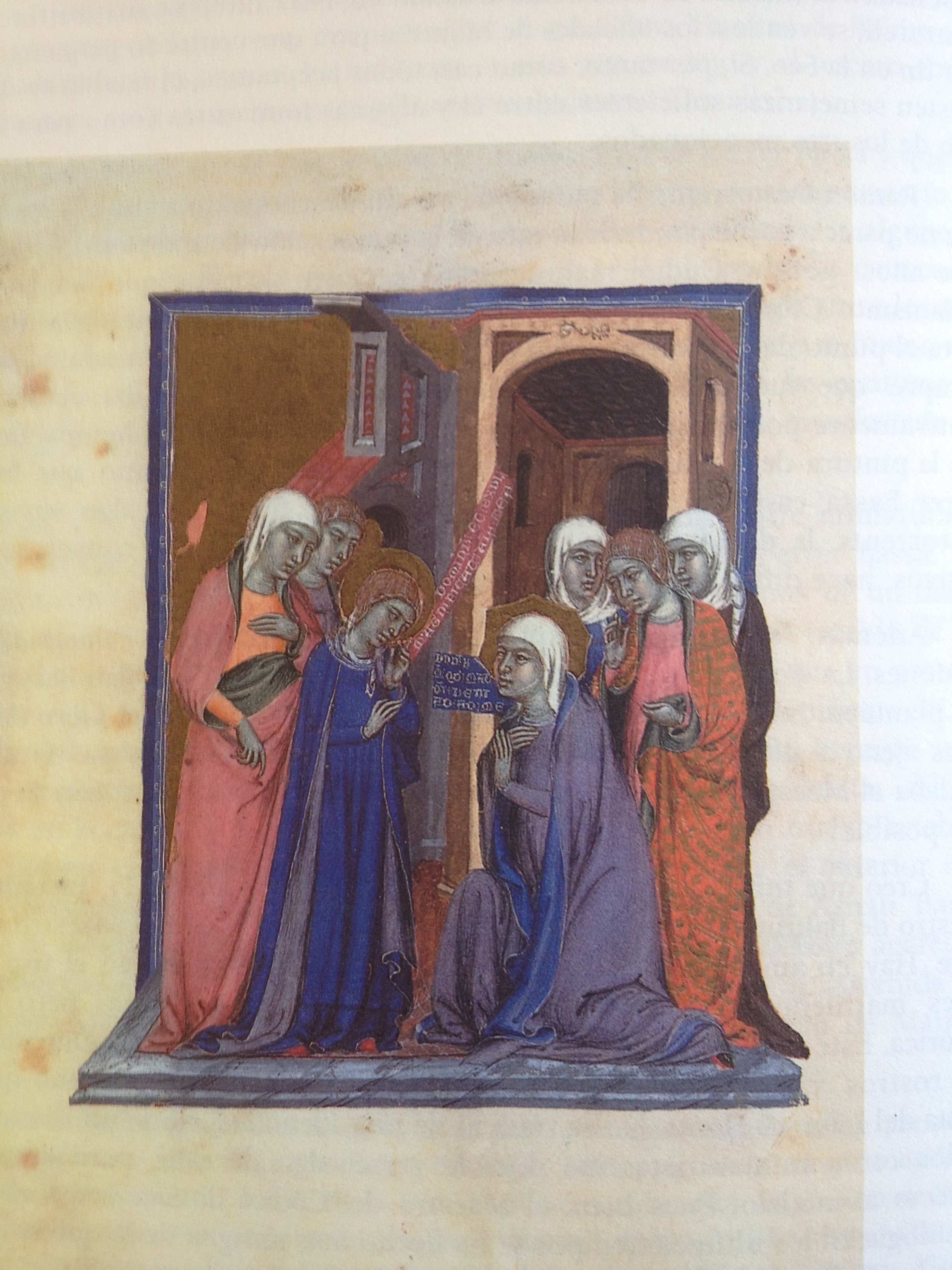
La Visitació del Mestre de Baltimore al foli 44v

La part de text de l'obra està realitzada per un únic copista amb lletra normal gòtica arrodonida i bastant tancada, que el situa a la zona septentrional del territori peninsular pròxim al territori occità, bé Navarra o bé terres del Pirineu català occidental.
La preparació dels folis per a l'escriptura és homogènia; en alguns folis s'observa una petita marca feta amb punxó a la part superior i inferior esquerra que permetia dibuixar la ratlla vertical d'inici de línia. El ratllat horitzontal no és visible, llevat d'alguns petits fragments fets probablement amb llapis de plom.
Els perfils a la tipografia es limiten als signes ascendents oblics dibuixats d'esquerra a dreta. L'homogeneïtat de les remissions, horitzontals i dibuixades amb ploma, confirma la presència d'una sola mà en l'escriptura.
A la luxosa i abundant il·lustració s'uneix la riquesa del contingut litúrgic, amb característiques gairebé exclusives, com les hores en honor del seu ascendent directe, Sant Lluís. A l'obra s'emfasitza el tractament de l'espai i l'ús de colors vius i delicats. La característica que defineix l'estil de l'artista és la forma de retratar els rostres dels personatges, amb nassos punxeguts i mirada penetrant, una tipologia que durarà força temps a la pintura dels territoris de la Corona d'Aragó. Destaca la influència de Siena imposada per Giotto di Bondone que suavitza el llenguatge plàstic, introdueix musicalitat i la vitalitat del disseny gòtic: les formes més dolces, les composicions més harmòniques.
L'estil de les il·luminacions atribuïbles a Ferrer Bassa pot relacionar-se amb les del Saltiri anglocatalà, el còdex què es conserva a París, a la Biblioteca Nacional de França. Als folis corresponents al mensari i al zodíac s'observa un tractament pictòric singular que aporta pinzellades ràpides i matisos impressionistes del color característics a les icones de la primera meitat del segle xiv, que Ferrer Bassa havia adoptat àmpliament i que, sense ser exclusivament seu en el trecento, sí que ho és a l'entorn català. També a les pintures de la cel·la de Sant Miquel s'observa una forma similar de perfilar els subjectes i objectes representats.
Aquesta tècnica d'aplicació ràpida de la pintura de començament a final, amb una juxtaposició cromàtica, es pot percebre a les miniatures de Ferrer Bassa, diferenciant-se clarament de les realitzades per les altres mans, i més concretament si es comparen amb les atribuïdes al Mestre de Baltimore. Aquest autor presenta una qualitat escultòrica en la seva pintura clarament diferent, tot i pertànyer a la cultura plàstica pròpia del taller dels Bassa. Es pot observar, per exemple, la precisió dels detalls en els personatges de la Visitació de Maria a Isabel (foli 44v), on les formes semblen tenir volum, basant-se a crear una base on s'ubiquen els personatges que és part del fons arquitectònic de l'escena. Aquest efecte d'incipient tridimensionalitat representa una novetat en un manuscrit. Altres folis on es poden observar escenes de gran qualitat d'aquest autor són la Presentació de Maria al Temple (foli 287v) o, dins del cicle de Sant Lluís, la imatge de la reina orant amb el sant (foli 198v).
Al Mestre de Baltimore se li atribueix l'autoria de la marginalia, rostres, màscares i altres imatges que decoren les orles de diversos folis. Són imatges antropomorfes, cares rodones o màscares de color, però també s'hi troben dracs i altres animals fantàstics. Es troben imatges als folis 62, 81, 124, 125, 130v, 133v, 146, 154, 166, 194, 242, 252v, 283v i 342. L'autor dominava la tècnica italianitzada desenvolupada a la Liguria i importada al taller barcelonès.
La intervenció d'Arnau Bassa resulta estilísticament més propera al seu pare i mestre Ferrer Bassa. El seu rol d'aprenent es va consolidar a partir de 1345 quan ja signa contractes junt amb el seu pare.
Es pot observar una tècnica de pinzellada oberta, amb poc interès en efectes massa realistes, què evita una perfilació excessiva i dura, més pròpia del de Baltimore, en favor d'unes modulacions tènues situant-se a mig camí entre la plasticitat de Ferrer i la precisió del Mestre de Baltimore, abans descrits.
La comparació d'estil entre les miniatures d'aquest còdex i la taula central del retaule de Sant Jaume de Jonqueres, de factura atribuïda a Arnau, permet atribuir un grup de folis a aquest autor. Existeix força concordança entre l'opinió de Joaquín Yarza i Rosa Alcoy —que han escrit monografies sobre l'autoria del llibre d'hores—, amb excepció dels folis 81, 86, 154 i 205.

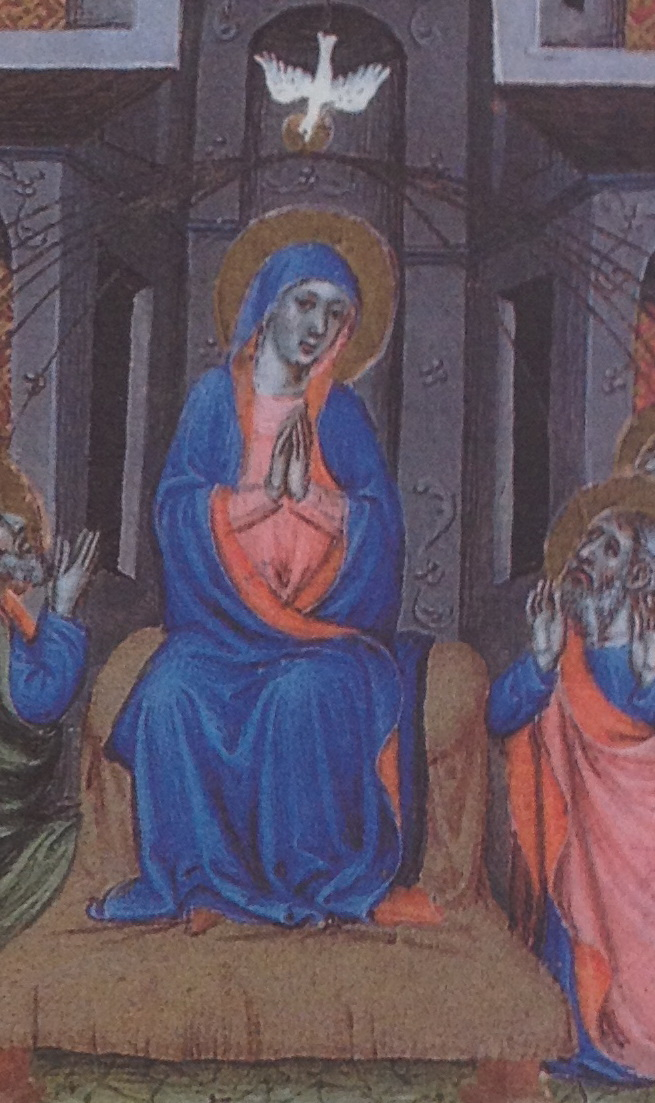
Pentecosta a les Hores, f.160
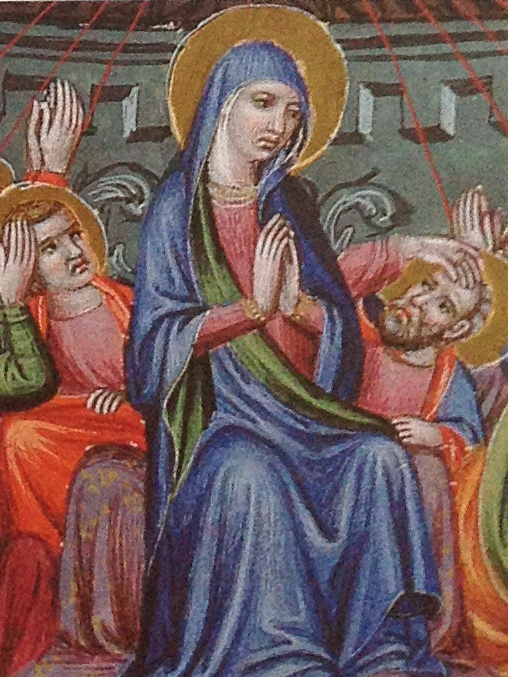
Pentecosta al Saltiri, f.94

Algunes de les imatges atribuïdes a Arnau estan inspirades en la Mare de Déu del tríptic de Baltimore, com la Verge alletant del foli 15v. També l'Anunciació del foli 17v guarda una similitud de composició amb l'mateixa escena del Retaule de Sant Vicenç de Cardona que es conserva al MNAC. Aquest retaule s'atribueix al Mestre de Baltimore, si bé a causa d'aquestes similituds s'ha suggerit que es tracti d'una obra d'Arnau. Un altre exemple és l'escena de la Pentecosta al foli 160v, què comparteix la imatge de la Mare de Déu amb el Saltiri anglocatalà (foli 94).
La pintura d'Arnau es pot situar com un compendi de les fórmules de Ferrer i del Mestre de Baltimore. Arnau suavitza l'expressivitat aguda del seu pare, i a diferència d'ell, aplica un joc de llum i ombra que dulcifica els rostres. L'allunyament d'estil respecte al pare l'apropa a la influència del Mestre sense arribar a la seva pintura escultòrica.

### Marginaliadecorativa

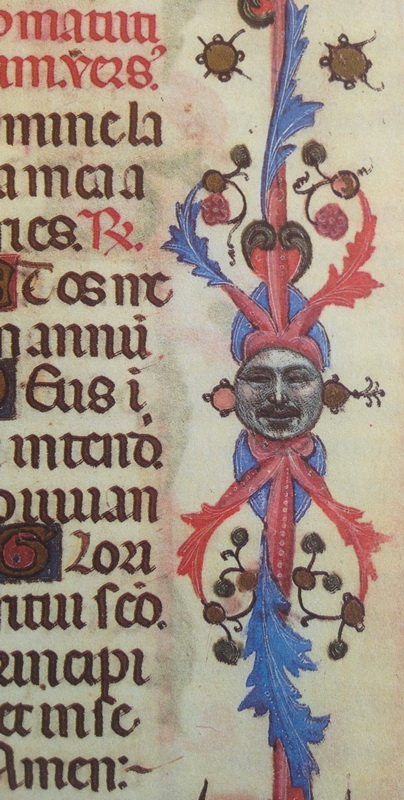
Rostre de marginalia feta pel Mestre de Baltimore, f.161

Molts dels folis compten amb unes sanefes decoratives o marginalia amb motius florals i altres decoracions, com animals en moviment o imatges humanes.
Un estudi de Rosa Alcoy que analitza de forma específica aquest aspecte del Llibre d'hores destaca l'ús que l'autor en fa dels rostres i màscares dins l'obra. La pràctica de la marginalia ja es podia observar a Itàlia a les arts plàstiques des del fresc a l'escultura o la miniatura. Aquesta influència va arribar a la Catalunya del Trecento, si bé, en el cas de Ferrer Bassa, només va ser aplicada a la seva producció miniaturista, i no en tota, ja que al Saltiri no n'hi ha cap mostra.
La representació de rostres o caps isolats és un recurs iconogràfic antic que refereix a la gòrgona Medusa. Al Llibre d'hores les representacions de rostres i màscares denota la influència de la trajectòria italianitzant. Són imatges que, a més de la marginalia, també ocupen els espais d'algunes inicials de pàgina que no arriben a la categoria de caplletra. A vegades simulen tenir un cos suposadament amagat darrere l'espai blanc del foli, emulant un efecte tridimensional i alhora misteriós d'un personatge del qual tan sols s'observa la faç. Altres són d'infants que treuen la llengua al lector. Els rostres sovint mostren signes de joia o tristor, segons correspongui a l'estat d'ànim que l'escena principal evoca.
L'autor de tota la marginalia del Llibre d'hores va ser el Mestre de Baltimore que, com s'ha comentat més amunt, practicava un estil més escultòric, amb més volum i imatges més perfilades.

## Estructura
El llibre està compost per fulls de vitel·la de primera qualitat sense defectes, amb unes mides aproximades de 171 × 119/120 cm. Els folis estan numerats del 2 al 350 i manca el 258, si bé sembla que no tenia text ni decoració.
La successió dels textos és la normal als llibres d'hores del segle xiv, segons l'«ús de París» (secundum usum Parisiensem), com s'esmenta al foli 20, a l'inici de l'ofici de la Verge Maria) i amb l'estil que s'evidencia a les Lletanies. El llibre contempla els oficis complets separats en hores nocturnes i diürnes: matines, laudes, prima, terça, sexta, nona, vespres i completes, amb la peculiaritat de la presència de l'ofici de Sant Lluís.
El calendari mostra un nombre limitat de sants i l'únic dia remarcat en un color diferent és la Nativitat de Jesús. En aquesta secció, les miniatures es limiten a vinyetes inscrites a l'enquadrament.

### Calendari
Calendarium. És el primer llibre. Tots els folis estan dibuixats per l'anvers (recto) on es documenta el mes i el revers (verso) on es parla de les representacions astrològiques.
| Foli | Tema        | Representació                         | Autor        | Imatges |
| ---- | ----------- | ------------------------------------- | ------------ | ------- |
| 2    | Ianuarius   | Un Janus amb dos caps                 | Ferrer Bassa |         |
| 2v   | Aquari      |                                       | Ferrer Bassa |         |
| 3    | Febreuarius | Dos personatges davant la llar de foc | Ferrer Bassa |         |
| 4    | Martius     | Esporgada de la vinya                 | Ferrer Bassa |         |
| 4v   | Àries       |                                       | Ferrer Bassa |         |
| 5    | Aprilis     | Cavaller amb un falcó a la mà         | Ferrer Bassa |         |
| 5v   | Càncer      |                                       | Ferrer Bassa |         |
| 6    | Maius       | Noia jove amb un lliri a la mà        | Ferrer Bassa |         |
| 6v   | Gèminis     |                                       | Ferrer Bassa |         |
| 7    | Iunius      | Collita                               | Ferrer Bassa |         |
| 7v   | Tauro       |                                       | Ferrer Bassa |         |
| 8    | Iulius      | Batre el gra                          | Ferrer Bassa |         |
| 8v   | Lleó        |                                       | Ferrer Bassa |         |
| 9    | Augustus    | Dos homes dins una bóta               | Ferrer Bassa |         |
| 9v   | Verge       |                                       | Ferrer Bassa |         |
| 10   | Septembris  | Verema                                | Ferrer Bassa |         |
| 10v  | Balança     |                                       | Ferrer Bassa |         |
| 11   | Octobris    | Premsat del raïm                      | Ferrer Bassa |         |
| 11v  | Escorpió    |                                       | Ferrer Bassa |         |
| 12   | Novembris   | Llaurada                              | Ferrer Bassa |         |
| 12v  | Sagitari    |                                       | Ferrer Bassa |         |
| 13   | Dicembris   | Matança del porc                      | Ferrer Bassa |         |
| 13v  | Capricorn   |                                       | Ferrer Bassa |         |

### Ofici de la Verge Maria
Comença el text al foli 20 amb Officium beatae Mariae Virginis: Inicipit offitium beate Marie Virginis secundum usum Parisiensem i acaba al 105v amb un Deo gracias. Amen.
| Foli | Tema                           | Representació                                                                  | Autor                      | Imatges |
| ---- | ------------------------------ | ------------------------------------------------------------------------------ | -------------------------- | ------- |
| 15v  | Mare de Déu al tron alletant   |                                                                                | Arnau Bassa                |         |
| 17v  | L'Anunciació                   |                                                                                | Arnau Bassa                |         |
| 20   | Ad matutinum                   | Caplletra amb la reina Maria orant, amb les seves armes al fons                |                            |         |
| 44v  | La Visitació                   |                                                                                | Mestre de Baltimore        |         |
| 45   | Ad laudes                      | Caplletra amb la reina Maria orant, amb les seves armes al fons                | Mestre de Baltimore        |         |
| 61v  | El Naixement                   | El Nen Jesús amb espígol                                                       | Ferrer Bassa               |         |
| 62   | Ad primam                      | Caplletra amb dos àngels                                                       | Ferrer Bassa               |         |
| 68v  | Anunciació als pastors         |                                                                                | Ferrer Bassa               |         |
| 69   | Ad terciam                     | Caplletra amb un àngel anunciant als pastors                                   | Ferrer Bassa               |         |
| 74v  | Els Reis Mags                  |                                                                                | Ferrer Bassa               |         |
| 75   | Ad sextam                      | Caplletra amb Mare de Déu i el Nen, amb armes al fons sostingudes per un àngel | Ferrer Bassa               |         |
| 80v  | Fugida a Egipte                |                                                                                | Ferrer Bassa               |         |
| 81   | Ad nonam                       | Caplletra amb la reina orant                                                   | Ferrer Bassa / Arnau Bassa |         |
| 86v  | Matança dels innocents         |                                                                                | Ferrer Bassa / Arnau Bassa |         |
| 87   | Ad vesperos                    | Caplletra amb Herodes, armes al fons                                           | Ferrer Bassa               |         |
| 97v  | Presentació de Jesús al Temple |                                                                                | Mestre de Baltimore        |         |
| 98   | Ad completorium                | Caplletra amb la reina orant i una donzella                                    | Mestre de Baltimore        |         |

### Ofici de la Santíssima Trinitat
Comença al foli 108 amb Officium beatae Trinitatits i acaba al 143 amb un requiescant in pace. Amen.
| Foli | Tema                                                     | Representació                                                                                  | Autor               | Imatges |
| ---- | -------------------------------------------------------- | ---------------------------------------------------------------------------------------------- | ------------------- | ------- |
| 108v | Trinitat en màndorla entre els símbols dels evangelistes |                                                                                                | Mestre de Baltimore |         |
| 109  | Ad matutinum                                             | Caplletra amb un sant bisbe escrivint: Sant Agustí. A la part inferior del foli hi ha un orant | Mestre de Baltimore |         |
| 119v | Ad laudes                                                | Caplletra amb la Trinitat                                                                      | Mestre de Baltimore |         |
| 125  | Ad primam                                                | Caplletra amb la Trinitat                                                                      | Mestre de Baltimore |         |
| 127v | Ad tertiam                                               | Caplletra amb la Trinitat. Armes al fons entre dos regents                                     | Mestre de Baltimore |         |
| 130v | Ad sextam                                                | Caplletra amb la Trinitat                                                                      | Mestre de Baltimore |         |
| 133v | Ad nonam                                                 | Caplletra amb la Trinitat                                                                      | Mestre de Baltimore |         |
| 137  | Aleure de vespres                                        | Caplletra amb la Trinitat                                                                      | Mestre de Baltimore |         |
| 140v | Aleure de complie de la Trinite                          | Caplletra amb Crist beneint                                                                    | Arnau Bassa         |         |

### Ofici Sant Joan Baptista
Officium sancti Ioannis Baptistae. Comença al foli 143v amb Incipit sancti Johannes Baptiste, fins al foli 157v amb un Deo gracias. Amen.
| Foli | Tema              | Representació                                                     | Autor                             | Imatges |
| ---- | ----------------- | ----------------------------------------------------------------- | --------------------------------- | ------- |
| 143v | Baptisme de Jesús |                                                                   | Arnau Bassa                       |         |
| 144  | Ad matutinum      | Caplletra amb Sant Joan Baptista                                  | Arnau Bassa                       |         |
| 146  | Ad laudes         | Caplletra amb Sant Zacaries encensant davant l'altar              | Arnau Bassa                       |         |
| 147v | Ad primam         | Caplletra amb el Naixement de Joan Baptista                       | Arnau Bassa                       |         |
| 149  | Ad terciam        | Caplletra amb Sant Zacaries escrivint el nom del seu fill         | Mestre de Baltimore               |         |
| 150v | Ad VI             | Caplletra amb Joan Baptista predicant al desert                   | Arnau Bassa                       |         |
| 152v | Ad nonam          | Caplletra amb el banquet d'Herodes                                | Arnau Bassa                       |         |
| 154  | Ad vesperos       | Caplletra amb el Degollament de sant Joan Baptista. Armes al fons | Mestre de Baltimore / Arnau Bassa |         |
| 156  | Ad completorium   | Caplletra amb Salomé portant el cap de Joan Baptista              | Arnau Bassa                       |         |

### Ofici de l'Esperit Sant
Officium Sancti Spiritus. Comença al foli 160 amb Incipit offitium Sancti Spiritus, fins al foli 178 amb un Deo gracias. Amen.
| Foli | Tema                      | Representació                                                     | Autor       | Imatges |
| ---- | ------------------------- | ----------------------------------------------------------------- | ----------- | ------- |
| 160v | Descens de l'Esperit Sant | Miniatura a full sencer                                           | Arnau Bassa |         |
| 161  | Ad matutinum              | Caplletra amb Crist beneint. Armes al fons                        | Arnau Bassa |         |
| 166  | In laudibus               | Caplletra amb Crist i el descens de l'Esperit Sant. Armes al fons | Arnau Bassa |         |
| 167v | Ad primam                 | Caplletra amb Crist i el descens de l'Esperit Sant                | Arnau Bassa |         |
| 169  | Ad tertiam                | Caplletra amb Crist i el descens de l'Esperit Sant. Armes al fons | Arnau Bassa |         |
| 171  | Ad sextam                 | Caplletra amb Crist i el descens de l'Esperit Sant. Armes al fons | Arnau Bassa |         |
| 173  | Ad nonam                  | Caplletra amb Crist i el descens de l'Esperit Sant                | Arnau Bassa |         |
| 175  | Ad vesperos               | Caplletra amb Crist i el descens de l'Esperit Sant                | Arnau Bassa |         |
| 176v | Ad completorium           | Caplletra amb Crist i el descens de l'Esperit Sant                | Arnau Bassa |         |

### Ofici de Sant Lluís
Officium Sancti Ludovici. Comença al foli 178 amb Ci commencent les heures de saint Loys de France, fins al foli 201v amb un Deo gracias.
| Foli | Tema                            | Representació | Autor               | Imatges |
| ---- | ------------------------------- | --- | ------------------- | ------- |
| 178v | Sant Lluís de França a la presó | L'àngel li porta el breviari perdut en la batalla del Caire                                                                                          | Mestre de Baltimore |         |
| 179  | Ad matutinum                    | Caplletra amb Sant Lluís agenollat davant l'altar, mentre se li apareix Jesús. Armes al fons i un escut amb la flor de lis de França al marge extern | Mestre de Baltimore |         |
| 186  | Ad laudes                       | Caplletra amb Sant Lluís donant de menjar a un monjo leprós                                                                                          | Mestre de Baltimore |         |
| 188v | Ad primam                       | Caplletra amb Sant Lluís donant de menjar a pobres i leprosos                                                                                        | Mestre de Baltimore |         |
| 190  | Ad tertiam                      | Caplletra amb Sant Lluís ajudant al trasllat d'un malalt en una llitera                                                                              | Mestre de Baltimore |         |
| 191v | Ad sextam                       | Caplletra amb Sant Lluís guarint un malalt | Mestre de Baltimore |         |
| 194  | Ad nonam                        | Caplletra amb la mort de Sant Lluís l'ànima del qual es recollida per un àngel, assistit per dominics i frares menors                                | Mestre de Baltimore |         |
| 196v | Ad vesperos                     | Caplletra amb pelegrins davant la tomba de Sant Lluís. Armes al fons                                                                                 | Mestre de Baltimore |         |
| 198v | Ad completorium                 | Caplletra amb la reina orant davant Sant Lluís | Mestre de Baltimore |         |

### Ofici de la Santa Creu
Officium Sanctae Crucis. Comença al foli 204 amb A matines pensez comment nostre sire fu en grant destresce / ... / Ce sont matines da la crois, fins al foli 258 amb un Deo gracias.
| Foli | Tema                                             | Representació                                                              | Autor                     | Imatges |
| ---- | ------------------------------------------------ | -------------------------------------------------------------------------- | ------------------------- | ------- |
| 204v | El Bes de Judes                                  |                                                                            | Arnau Bassa               |         |
| 205  | Ad matutinum                                     | Caplletra amb Maria i Sant Joan Evangelista dolguts. Armes al marge extern | Arnau Bassa / Arnau Bassa |         |
| 219v | La Flagel·lació de Jesús                         |                                                                            | Arnau Bassa               |         |
| 220  | In laudibus                                      | Caplletra amb Crist ultratjat                                              | Arnau Bassa               |         |
| 227  | Ad primam                                        | Caplletra amb Crist davant Pilat                                           | Arnau Bassa               |         |
| 230  | Ad terciam                                       | Caplletra amb Crist portant la Creu                                        | Arnau Bassa               |         |
| 235v | Crist crucificat acompanyat de Maria i Sant Joan |                                                                            | Arnau Bassa               |         |
| 236  | Ad sextam                                        | Caplletra amb els soldats jugant-se les robes de Jesús                     | Arnau Bassa               |         |
| 241v | Crist crucificat acompanyat de Maria i Sant Joan | Crist comparable amb el del Retaule de Sant Marc.                          | Arnau Bassa               |         |
| 242  | Ad nonam                                         | Caplletra amb el temple de Jerusalem i el seu vel                          | Arnau Bassa               |         |
| 245  |                                                  | Temple del vel esquinçat                                                   | Arnau Bassa               |         |
| 248v | Davallament de la Creu                           |                                                                            | Arnau Bassa               |         |
| 249  | Ad vesperos                                      | Caplletra amb la reina orant                                               | Arnau Bassa               |         |
| 253  | L'Enterrament de Jesús                           |                                                                            | Arnau Bassa               |         |
| 254  | Ad completorium                                  | Caplletra amb la reina orant. Armes al fons                                | Arnau Bassa               |         |

### Salms
Septem Psalmi poenitentiales, Litaniae et Orationes, Canticum gradum.
Comença al foli 259 amb Incipiunt septem psalmi penitentiales. Al foli 271 descriu: ..De peccatis nostris. Hic incipiunt letanie, al foli 288, Incipit canticum gradum i acaba al foli 301v amb un Dominum nostrum. Amen.
| Foli | Tema                           | Representació | Autor               | Imatges |
| ---- | ------------------------------ | --- | ------------------- | ------- |
| 259  | Septem psalmi                  | Caplletra amb David sepultat A l'enquadrament de la pàgina i a la primera caplletra es mostra David orant i Crist com un frare menor | Arnau Bassa         |         |
| 271  | Litaniae                       | Caplletra menor amb una dona llegint                                                                                                 |                     |         |
| 287v | Presentació de Maria al Temple | | Mestre de Baltimore |         |
| 288  | Canticum gradum                | Caplletra amb la presentació de Maria                                                                                                | Arnau Bassa         |         |

### Ofici de difunts
Officium defunctorum.
Comença al foli 302 amb Incipit offitum defunctorum secundum curiam romanam. Acaba al foli 350 amb un Requiescant in pace. Amen.
| Foli | Tema               | Representació                                                                                                  | Autor       | Imatges |
| ---- | ------------------ | --- | ----------- | ------- |
| 301v | Mort i enterrament | En dos registres                                                                                               | Arnau Bassa |         |
| 302  | Ad matutinum       | Caplletra amb la benedicció d'un fèretre; al fons unes monges dominiques i franciscana dolgudes davant un taüt | Arnau Bassa |         |
| 342  | Ad vesperos        | Caplletra amb la reina orant i Jesucrist                                                                       | Arnau Bassa |         |

## Influències de l'obra
La mort el mateix any del mestre Ferrer i del seu deixeble i fill Arnau Bassa en dates properes al 1348, va impedir un relleu generacional, però va permetre l'aparició d'altres artistes del seu taller, entre els quals destaquen, en un primer moment, el Mestre de Baltimore i Ramon Destorrents. Aquest segon va realitzar un Saltiri per a Pere el Cerimoniós el 1352, del que es desconeix l'estil, ja que no s'ha conservat. El fill d'aquest, Rafael Destorrents va seguir l'especialitat com a miniaturista i a començaments del següent segle va realitzar el Missal de Santa Eulàlia de la catedral de Barcelona, donat pel bisbe Joan Armengol (1403) i conservat a la mateixa catedral.